# پیج بیلی-گایل
پیج بیلی-گایل (انگلیسی: Paige Bailey-Gayle؛ زادهٔ ۱۲ نوامبر ۲۰۰۱) بازیکن فوتبال اهل بریتانیا است که در حال حاضر برای اس‌سی سند و تیم ملی فوتبال زنان جامائیکا در پست مهاجم بازی می‌کند.
از باشگاه‌هایی که در آن بازی کرده است می‌توان به باشگاه فوتبال آرسنال اشاره کرد.
وی همچنین در تیم‌های ملی فوتبال زیر ۱۷ سال و زیر ۱۸ سال انگلستان و همین‌طور بزرگسالان زنان جامائیکا بازی کرده است.

## دوران باشگاهی
پیج بیلی-گایل کار حرفه‌ای خود را با باشگاه فوتبال زنان آرسنال آغاز کرد. او در نوامبر ۲۰۱۸ تحت سرپرستی سرمربی جو مونته‌مورو به تیم اول باشگاه ارتقا یافت و در تاریخ ۱۸ نوامبر در یک پیروزی ۰–۴ خارج از خانه مقابل باشگاه فوتبال زنان اورتون در هایگ اونو، اولین بازی حرفه‌ای خود را انجام داد. پس از انجام چهار بازی برای آرسنال، بیلی-گایل در پایان فصل ۲۰۱۸–۱۹ این باشگاه را ترک کرد و در تاریخ ۲۴ ژوئن ۲۰۱۹ به تیم چمپیونشیپی باشگاه فوتبال زنان لستر سیتی پیوست. او در تاریخ ۲۹ سپتامبر در یک شکست خانگی مقابل باشگاه فوتبال زنان کریستال پالاس، اولین گل خود را به ثمر رساند. در تاریخ ۲۰ فوریه ۲۰۲۰، بیلی-گایل هر دو گل تیمش را در پیروزی ۲–۱ مقابل باشگاه فوتبال زنان ریدینگ در مرحله پنجم جام حذفی فوتبال زنان انگلستان به ثمر رساند.
انتقال بیلی-گایل به لستر سیتی نقطه عطفی در حرفه او بود که فرصت بازی منظم را فراهم کرد. او به سرعت خود را با سطح رقابتی چمپیونشیپ تطبیق داد و تبدیل به بازیکنی کلیدی شد. حضور او در جام حذفی نشان دهنده توانایی‌هایش در موقعیت‌های حساس بود. این بازیکن جوان با هر بازی تجربه بیشتری کسب می‌کرد و پیشرفت قابل توجهی از خود نشان داد. فصل ۲۰۱۹–۲۰ برای او دوران شکل‌گیری هویت فوتبالی بود.

## دوران ملی
بیلی-گایل در سطح زیر ۱۷ سال برای انگلستان بازی کرده است. او برای قهرمانی زیر ۱۷ سال اروپا در لیتوانی به تیم ملی فراخوانده شد و پیش از آن چهار بازی در مرحله انتخابی انجام داده بود؛ در این تورنمنت، بیلی-گایل چهار بار دیگر به میدان رفت و انگلستان در نهایت در جایگاه چهارم قرار گرفت. در ژوئیه ۲۰۱۸، بیلی-گایل برای تیم زیر ۱۸ سال انگلستان جهت یک تورنمنت سه تیمی در مرکز ملی فوتبال سنت جورج پارک انتخاب شد.
تجربیات بین‌المللی بیلی-گایل در تیم‌های جوانان انگلستان پایه‌های محکمی برای آینده او ساخت. حضور در تورنمنت‌های معتبر اروپایی به رشد فنی و تاکتیکی او کمک شایانی کرد. هر بازی در سطح ملی فرصتی برای یادگیری و نمایش توانایی‌هایش بود. این دوران نقش مهمی در شکل‌گیری شخصیت ورزشی او ایفا کرد و مسیر را برای انتقال به تیم ملی جامائیکا هموار ساخت.
بیلی-گایل از طریق پدربزرگ و مادربزرگ‌هایش که همگی در جامائیکا متولد شده‌اند، واجد شرایط بازی برای تیم ملی فوتبال زنان جامائیکا است. در سال ۲۰۲۱، او اولین بازی بین‌المللی خود را در برابر تیم ملی فوتبال زنان کاستاریکا انجام داد.

## زندگی شخصی
بیلی-گایل در مدرسه استوک نیویینگ‌تاون تحصیل و برای تیم فوتبال آن‌ها بازی کرده است. او همچنین در دوران کودکی کریکت بازی می‌کرد و به‌ویژه توسط تیم ویکتوریا پارک و تاور هملتس برای بازی‌های جوانان لندن ۲۰۱۵ انتخاب شد.
تعادل بین تحصیل و ورزش حرفه‌ای از ویژگی‌های بارز دوران جوانی بیلی-گایل بود. او توانست همزمان با پیشرفت در فوتبال، تحصیلات خود را نیز ادامه دهد. تجربه بازی کریکت به توسعه مهارت‌های حرکتی و درک تاکتیکی او کمک کرد. این تنوع ورزشی در نهایت به نفع فوتبال او تمام شد. دوران مدرسه نقش مهمی در شکل‌گیری شخصیت چندبعدی این بازیکن داشت.
به‌رغم تولد و رشد در انگلستان، بیلی-گایل از تبار کشور جامائیکا است.